# Westatlantischer Trompetenfisch
Der Westatlantische Trompetenfisch (Aulostomus maculatus) ist im westlichen tropischen Atlantik von den Bermuda-Inseln über die Südküste Floridas bis zur Nordküste Südamerikas sowie rund um die Sankt-Peter-und-Sankt-Pauls-Felsen verbreitet.

## Merkmale
Er wird maximal einen Meter lang, bleibt aber für gewöhnlich bei einer Länge von 60 Zentimeter. Sein langgestreckter, stabförmiger Körper kann sehr variabel gefärbt sein. Häufig sind die Fische braun gestreift, es kommen jedoch auch einfarbig gelbe Exemplare vor. Die auffällige, röhrenförmige Schnauze kann bis zum Körperdurchmesser aufgerissen werden. An der Unterkieferspitze befindet sich eine auffällige Bartel. Rücken- und Afterflosse sitzen symmetrisch zueinander weit hinten, kurz vor der Schwanzflosse. Beide werden von 21 bis 25 weichen Flossenstrahlen gestützt. Vor der weichstrahligen Rückenflosse befinden sich 8 bis 13 voneinander isolierte und nicht durch Flossenmembran verbundene kurze Flossenstacheln.

## Lebensweise
Westatlantische Trompetenfische leben als Einzelgänger in Tiefen von 2 bis 25 Metern. Sie kommen in veralgten Fels- und Korallenriffen vor und halten sich meist nahe dem Meeresboden auf. Üblicherweise schwimmen sie in einer schrägen Position, den Kopf nach unten geneigt. So tarnen sie sich auch zwischen Gorgonien. Sie ernähren sich von Fischen oder Garnelen. Bei Magenuntersuchungen fand sich ein Fischanteil von 73 % und ein Krebstieranteil von 27 %. Zu den Beutefischen zählen Grundeln, Kardinalbarsche, Lippfische, Meerbarben und Schleimfische. Zum Beutefang schwimmen sie langsam an das Opfer heran um es dann durch plötzliches Aufreißen des Maules einzusaugen. Oft nähern sie sich der Beute, auch indem sie größere Fische, darunter Zackenbarsche, Feilenfische, Lipp- oder Papageifische zur Tarnung nutzen. Eier, Larven und Jungfische des Westatlantischen Trompetenfisches sind pelagisch.